# Messac (Ille-et-Vilaine)
Messac is een plaats en voormalige gemeente in Frankrijk, in Bretagne. Op 1 januari 2016 fuseerde Messac met de gemeente Guipry tot de gemeente Guipry-Messac. 
Er ligt station Messac - Guipry.

## Geografie
De oppervlakte van Messac bedraagt 41,4 km².
De onderstaande kaart toont de ligging van Messac (Ille-et-Vilaine) met de belangrijkste infrastructuur en aangrenzende gemeenten.

## Demografie
Onderstaande figuur toont het verloop van het inwonertal, bron: INSEE-tellingen. 